# Temirkanat
Temirkanat (ryska: Темирканат) är en ort i Kirgizistan.   Den ligger i oblastet Ysyk-Köl Oblusu, i den östra delen av landet, 210 km öster om huvudstaden Bisjkek. Temirkanat ligger 2 088 meter över havet och antalet invånare är 1 000.
Terrängen runt Temirkanat är kuperad åt nordost, men åt sydväst är den bergig. Runt Temirkanat är det mycket glesbefolkat, med 5 invånare per kvadratkilometer. Det finns inga andra samhällen i närheten. Trakten runt Temirkanat består i huvudsak av gräsmarker.